# Ofè
Ofè ist ein Arrondissement im Departement Collines im westafrikanischen Staat Benin. Es ist eine Verwaltungseinheit, die der Gerichtsbarkeit der Kommune Savè untersteht. Durch das Dorf Gobé führt die Fernstraße RNIE2/RNIE5, die ostwärts nach Savè und zum Flugplatz Savè führt und westwärts in das Arrondissement Thio in der Kommune Glazoué.

## Demografie und Verwaltung
Gemäß der Volkszählung 2013 des beninischen Statistikamtes INSAE hatte das Arrondissement 15.381 Einwohner, davon waren 7720 männlich und 7661 weiblich.
Von den 60 Dörfern und Quartieren der Kommune Savé entfallen sieben auf Ofè:
1. Atchakpa
2. Atchakpa-Kpingni
3. Ayédjoko
4. Dani
5. Eétou
6. Etiofè
7. Gobé